# 25 juni
25 juni är den 176:e dagen på året i den gregorianska kalendern (177:e under skottår). Det återstår 189 dagar av året.

## Återkommande bemärkelsedagar

### Nationaldagar
- Moçambiques nationaldag (till minne av självständigheten från Portugal denna dag 1975)
- Sloveniens nationaldag (till minne av utropandet av självständigheten från Jugoslavien denna dag 1991)

### Minnesdagar
- Kroatiens självständighetsdag (mellan 2001 och 2019 Kroatiens nationaldag. Sedan 2020 firas nationaldagen, liksom 1991–2000, i stället den 30 maj).

### Helgondagar
- S:t Davids dag (festdag för det inofficiella helgonet David av Munktorp, som är skyddshelgon för Västerås stift och även har epitetet ”Västmanlands apostel”)

## Namnsdagar

### I den svenska almanackan
- Nuvarande – David och Salomon
- Föregående i bokstavsordning
  - Daisy – Namnet infördes på dagens datum 1986, men utgick 1993.
  - David – Namnet fanns före 1901 både på dagens datum (till minne av Västmanlands apostel) och på 30 december (till minne av den judiske konungen med detta namn). Detta år togs det dock bort från 30 december och har sedan dess funnits enbart på dagens datum.
  - Davida – Namnet infördes på dagens datum 1986, men utgick 1993.
  - Salomon – Namnet fanns, till minne av den bibliske kungen med detta namn, sedan gammalt på 8 juni. Det fanns där fram till 1993, då det flyttades till dagens datum, där det har funnits sedan dess.
- Föregående i kronologisk ordning
  - Före 1901 – David
  - 1901–1985 – David
  - 1986–1992 – David, Davida och Daisy
  - 1993–2000 – David och Salomon
  - Från 2001 – David och Salomon
- Källor
  - Brylla, Eva (red.): Namnlängdsboken, Norstedts ordbok, Stockholm, 2000. ISBN 91-7227-204-X
  - af Klintberg, Bengt: Namnen i almanackan, Norstedts ordbok, Stockholm, 2001. ISBN 91-7227-292-9

### Finlandssvenska almanackan
- Nuvarande från 1995[1] – Uno
- I föregående revideringar[a][2]
  - 1929–1972 – Uno
  - 1973–1994 – Uno, Une

## Händelser

Frankerriket såsom det delades mellan Klodvig I:s söner 511.

- 253 – Sedan Cornelius har blivit bannlyst och avlidit tidigare samma månad väljs Lucius I till påve. Denne dör dock själv i mars året därpå, efter bara lite mer än åtta månader på posten. Enligt legenden ska han ha lidit martyrdöden, men det är inte troligt.
- 524 – I maktkampen i Frankerriket efter Klodvig I:s död låter Chlothar I (som är kung över Soissons; markerat med ljusblått på vidstående karta) mörda sin bror Chlodomer (som är kung över Orléans; markerat med rött på vidstående karta) och dennes barn. Det blir dock den andre brodern Childebert I (som är kung över Paris; markerat med rosa på vidstående karta), som övertar Chlodomers del av riket och först efter Childeberts död 34 år senare (13 december 558) kan Chlothar ta över styret över hela Frankerriket.
- 841 – Den frankiske romerske kejsaren Lothar I blir besegrad av sina bröder Karl den skallige och Ludvig den tyske i slaget vid Fontenoy. De båda sidorna har ungefär 150 000 man var, men Lothars förluster är dubbelt så stora som sina bröders (20 000–30 000 stupade mot den andra sidans 10 000–15 000) och hans nederlag innebär också nederlag för imperialisterna gentemot divisionisterna (det vill säga de som vill behålla det frankiska riket odelat gentemot de som vill dela det i flera delar). Slaget blir därmed ett avgörande i det karolingiska inbördeskriget, som leder till att riket två år senare delas mellan de tre bröderna genom fördraget i Verdun.
- 1080 – Den tyske kungen Henrik IV låter utropa förre ärkebiskopen Guibert av Ravenna till motpåve med namnet Clemens III, sedan han har råkat i konflikt med den legitime påven Gregorius VII, som också är den, som har avsatt och bannlyst Guibert. Fyra år senare kröns Clemens också i Laterankyrkan i Rom och då han erkänns av Tysklands biskopar som rättmätig påve kan han därefter kröna Henrik IV till tysk-romersk kejsare. Clemens III blir en något svag påve, men även om kejsaren genom honom inte får den kraftiga position mot den riktige påven, som han har önskat fortsätter Clemens att stödja kejsaren till sin död 1100.
- 1134 – Sedan den danske kungen Nils Svensson har blivit besegrad i slaget vid Foteviken i Skåne den 4 juni (där hans son prins Magnus har stupat) har han tvingats fly, men blir denna dag dödad av borgarna i Schleswig, på sin brorson och tronrival Erik Emunes befallning. Då Nils är besegrad och dödad är därmed det danska inbördeskrig, som aktivt har rasat sedan mordet på hertig Knut Lavard 1131, men mer eller mindre har präglat hela hans regeringstid sedan tillträdet 1103, över. Erik utropar sig samma dag till Danmarks nye kung. Han blir dock själv mördad redan 1137.
- 1243 – Sedan påvestolen har stått tom i ett och ett halvt år väljs Sinibaldo de Fieschi till påve och tar namnet Innocentius IV. Han förblir påve till sin död 1254 och sammankallar och leder bland annat det första konciliet i Lyon 1245.
- 1483 – Den endast 12-årige engelske kungen Edvard V blir avsatt av sin farbror Rikard, som under kungens två och en halv månader långa regeringstid har varit hans förmyndarregent och nu själv utropar sig till kung av England och herre över Irland med namnet Rikard III. Edvard blir tillsammans med sin bror Rikard inspärrad i Towern i London, där de unga pojkarna senare under året blir mördade (möjligen på Rikard III:s order). Kung Rikard stupar två år senare i slaget vid Bosworth Field.
- 1530 – Den augsburgska bekännelsen läses upp på tyska för den församlade riksdagen i Augsburg. Den tysk-romerske kejsaren Karl V har sammankallat riksdagen, för att reda ut de religiösa problem, som har uppstått sedan munken Martin Luther har inlett reformationen genom att spika upp sina 95 teser på kyrkporten i Wittenberg 1517, och återbörda den religiösa enigheten i kejsardömet, för att uppbåda gemensamt försvar mot en förestående turkisk invasion. Bekännelsen anger i 28 artiklar hur den protestantiska läran ska vara uppbyggd och blir ett av de viktigaste dokumenten för hela den luthersk-evangeliska kyrkan. Den antas bland annat som bekännelseurkund för Svenska kyrkan vid Uppsala möte 1593 och är det än idag (2025).
- 1630 – Tolv dagar efter att den svenska flottan har avseglat från Älvsnabben utanför Stockholm inleder den svenska armén under kung Gustav II Adolfs ledning sin landstigning på den nordtyska ön Usedom, för att ingripa i trettioåriga kriget (hela landstigningen tar två dagar). Gustav Adolfs tid i trettioåriga kriget varar endast i två och ett halvt år (innan han stupar i slaget vid Lützen den 6 november 1632), men under tiden blir de svenska soldaterna kända i hela Europa och Sverige får enorma framgångar i kriget. Kriget fortsätter sedan till 1648 och leder till att Sverige blir en europeisk stormakt.
- 1687 – Delar av Falu koppargruva rasar ihop i Stora Stöten. Alla gruvarbetare är midsommarlediga, så ingen omkommer.
- 1788 – Virginia ratificerar den amerikanska konstitutionen och blir därmed den 10:e delstaten som upptas i den amerikanska unionen.[3] Vid denna tid omfattar delstatens territorium även det som idag utgörs av West Virginia, men denna del bryter sig ur Virginia och bildar en egen delstat under det amerikanska inbördeskriget 1863, eftersom Virginia då har utträtt ur USA och istället blivit en del av Amerikas konfedererade stater (CSA), medan befolkningen i de nordvästra delarna vill fortsätta att tillhöra USA.
- 1876 – Det amerikanska sjunde kavalleriet inleder under general George Armstrong Custers ledning slaget vid Little Bighorn mot Lakota-, Nordcheyenne- och Arapahoindianstammarna, vilka leds av bland andra hövdingarna Sitting Bull, Crazy Horse och Gall. I slaget, som pågår till dagen därpå, blir de 647 amerikanska soldaterna besegrade med 268 stupade (inklusive Custer själv) och 55 sårade, medan indianerna (vars styrka anges till mellan 900 och 2 500 man) uppskattas ha förlorat mellan 36 och 136 i stupade och 160 sårade. Segern blir överväldigande för indianerna och slaget, som också går till historien som ”Custers sista strid” (engelska: ”Custer’s Last Stand”) blir tillsammans med massakern vid Wounded Knee 1890 det mest kända under de amerikanska indiankrigen.
- 1888 – Tre svenska orter – Lilla Edet i Västergötland, Sundsvall i Medelpad och Umeå i Västerbotten – samt ön Sandö i Ångermanälven brinner ner på en och samma dag. Sundsvallsbranden blir den största branden i Sverige någonsin och både den och branden i Umeå leder till att dessa städer sedermera byggs upp med moderna stadsplaneringar (i Umeå anläggs bland annat bredare gator som kantas med brandskyddande björkar, vilket sedermera ger staden epitetet Björkarnas stad) och dessutom att de centrala delarna byggs med mer brandsäkra stenhus – bränderna leder till och med till att ett förbud införs i hela Sverige mot att bygga trähus högre än två våningar (ett förbud som finns kvar till 1994).
- 1941 – Tre dagar efter att Tyskland har inlett det stora anfallet mot Sovjetunionen, som går under kodnamnet Operation Barbarossa, inleder sovjetiskt flyg bombning av flera finländska städer, eftersom Hitler har förklarat att Tyskland och Finland är allierade och Finland dessutom har låtit tyska plan flyga över finländskt territorium. Därmed har det finska fortsättningskriget utbrutit och kommer att vara till 1944 (formell finländsk krigsförklaring mot Sovjet utfärdas dagen därpå). Trots inledande finländska framgångar i kriget leder det vid fredsslutet 1944 till flera finländska landförluster, men Finland lyckas undgå att bli sovjetisk satellitstat, såsom flera andra av Sovjetunionens grannstater i Östeuropa.
- 1944 – Slaget vid Tali-Ihantala som kommer att bli det största militära slaget i Nordens historia inleds på Karelska näset mellan Sovjetunionen och Finland, understött av Nazityskland. Svenska frivilligkompaniet deltar på den finländska sidan.
- 1950 – Koreakriget utbryter då nordkoreanska trupper går över den 38:e breddgraden, som sedan Koreas delning 1945 utgör gräns mellan Nord- och Sydkorea. Redan före krigsutbrottet har flera stridigheter ägt rum längs gränsen och den nordkoreanska invasionen syftar till att åter ena Korea till ett land, då det är USA och Sovjetunionen, som har delat det. Då USA fruktar att hela Koreahalvön därmed ska bli en kommuniststyrd stat lyckas de två dagar senare i FN:s säkerhetsråd, sedan Sovjetunionen lämnat mötet, driva igenom en resolution, som uppmanar FN:s medlemmar att stötta Sydkorea. I september ingriper därmed en FN-styrka under amerikansk ledning i kriget. Så småningom går kriget in i ett dödläge och även om ett vapenstillestånd sluts den 27 juli 1953 pågår konflikten formellt sett än idag (2025).
- 1963 – Den svenske flygöversten Stig Wennerström blir gripen för att under åtminstone 15 år (sedan 1948) ha spionerat för Sovjetunionens räkning. Man har från den svenska säkerhetspolisens sida länge misstänkt Wennerström, men först nu fått bevis mot honom, genom bistånd av familjen Wennerströms hemhjälp Carin Rosén. Året därpå döms Wennerström till livstids straffarbete, vilket 1973 omvandlas till 20 års straffarbete och 1974 blir han villkorligt frigiven. Han avlider först 2006, vid 99 års ålder. I sina memoarer hävdar han, att han utfört spioneriet för att upprätthålla terrorbalansen och därmed verka för freden.
- 1975 – Ett knappt år efter det moçambikiska självständighetskrigets slut 1974 blir kolonin Portugisiska Östafrika, som har tillhört Portugal sedan 1498, självständig. Det nya landet blir en kommunistisk republik med namnet Moçambique,[4] som dock står under starkt inflytande från Sydafrika. Två år efter självständigheten utbryter dock ett inbördeskrig, som varar till 1992 och först 1994 hålls de första demokratiska valen i landet.
- 1991 – Kroatien och Slovenien förklarar sig självständiga från det sönderfallande Jugoslavien, vilket blir inledningen på de jugoslaviska krigen. Den slovenska delen av kriget varar i endast tio dagar (27 juni–6 juli), medan det kroatiska självständighetskriget, som har utbrutit redan i mars, kommer att vara i fyra år (till november 1995). När även Bosnien och Hercegovina utropar sin självständighet 1992 leder detta till att den gamla jugoslaviska republiken helt upplöses.
- 2023 – Delar av åkattraktionen Jetline på Gröna Lund i Stockholm spårar ur vilket resulterar i nio skadade och en död.

## Födda
- 1568 – Gunilla Bielke, Sveriges drottning 1585–1592
- 1580 – Petrus Claver, spansk jesuit, missionär och helgon
- 1722 – Erik Brahe, svensk lantmarskalk, greve, överste och kuppmakare
- 1745 – Thomas Tudor Tucker, amerikansk politiker
- 1759 – William Plumer, amerikansk politiker och predikant, senator för New Hampshire 1802–1807 och guvernör i samma delstat 1812–1813 och 1816–1819
- 1774 – Marcus Wallenberg, svensk biskop och författare
- 1793 – Isaac L. Varian, amerikansk demokratisk politiker, New Yorks borgmästare 1839–1841
- 1796 – Nikolaj I, tsar av Ryssland 1825–1855
- 1837 – Charles Yerkes, amerikansk entreprenör och investerare
- 1846 – LeBaron B. Colt, amerikansk republikansk politiker och jurist, senator för Rhode Island 1913–1924
- 1852 – Antoni Gaudí, spansk arkitekt
- 1864 – Walther Nernst, tysk kemist, mottagare av Nobelpriset i kemi 1920
- 1869 – Heinrich Lüders, tysk indolog
- 1885 – Hugo Tranberg, svensk skådespelare
- 1887 – Marc Chagall, rysk konstnär
- 1900 – Louis Mountbatten, brittisk amiral, vicekung av Indien 1947 och generalguvernör i samma land 1947–1948
- 1903
  - Thomas C. Hennings, amerikansk demokratisk politiker, senator för Missouri 1951–1960
  - Eric Blair, brittisk författare med pseudonymen George Orwell
- 1904 – Otto Åhlström, svensk skådespelare och köpman
- 1906 – Lisskulla Jobs, svensk skådespelare
- 1907 – J. Hans D. Jensen, tysk fysiker, mottagare av Nobelpriset i fysik 1963
- 1909 – Marguerite Viby, dansk skådespelare
- 1911 – William Stein, amerikansk biokemist, mottagare av Nobelpriset i kemi 1972
- 1917 – Nils "Mora-Nisse" Karlsson, svensk längdskidåkare, bragdmedaljör
- 1923 – Sam Francis, amerikansk målare och grafiker
- 1925
  - June Lockhart, amerikansk skådespelare
  - Robert Venturi, amerikansk arkitekt och arkitekturteoretiker (död 2018)
- 1927 – Jimmy Duncan, amerikansk låtskrivare
- 1928
  - Alexej A. Abrikosov, rysk-amerikansk fysiker, mottagare av Nobelpriset i fysik 2003
  - Pierre Culliford, belgisk serietecknare med pseudonymen Peyo, mest känd för serien Smurfarna
- 1935 – Gerd Hegnell, svensk skådespelare
- 1936 – Birgitta Hålenius-Hofgård, svensk skådespelare
- 1937
  - Eddie Floyd, amerikansk sångare och låtskrivare
  - Sven Lindahl, svensk journalist, nyhetsankare, kompositör och textförfattare
  - Keizo Obuchi, japansk politiker, Japans premiärminister 1998–2000
- 1939 – Östen Braathen, svensk skådespelare, klippare och TV-regissör
- 1941
  - Roy Marsden, brittisk skådespelare
  - Jan Carlzon, svensk civilekonom, företagsledare och riskkapitalist, vd och koncernchef för Scandinavian Airlines
- 1942 – Bengt "Bengan" Johansson, svensk handbollsspelare och -tränare
- 1943 – Carly Simon, amerikansk sångare och låtskrivare
- 1944 – Suzanne Hovinder, svensk skådespelare
- 1945 – Carolyn Cheeks Kilpatrick, amerikansk demokratisk politiker
- 1946 – Lennart Daléus, svensk centerpartistisk politiker, Centerpartiets partiledare 1998–2001
- 1949 – Patrick Tambay, fransk racerförare och tv-kommentator
- 1952 – Leonard Lance, amerikansk republikansk politiker, kongressledamot 2009–2019
- 1960 – Gitte Seeberg, dansk politiker, europaparlamentariker 2004–2007
- 1963
  - George Michael, brittisk popsångare, musiker, producent och låtskrivare, medlem i gruppen Wham!
  - Jackie Swanson, amerikansk skådespelare
- 1964 – Johnny Herbert, brittisk racerförare
- 1966 – Zhiwen Wang, kinesisk skådespelare
- 1971 – Angela Kinsey, amerikansk skådespelare
- 1975 – Linda Cardellini, amerikansk skådespelare
- 1979 – Daniel Jensen, dansk fotbollsspelare
- 1984 – Ville Tavio, finländsk politiker
- 1986 – Megan Burns, brittisk skådespelare
- 1987 – Wilaiporn Boothduang, thailändsk fotbollsspelare
- 1988 – Therese Johaug, norsk längdskidåkare
- 1990 – Matias Marttinen, finländsk samlingspartistisk politiker
- 1991 – Jack Lisowski, brittisk snookerspelare
- 2003 – Joey Alexander, indonesisk jazzpianist
- 2006 – Mckenna Grace, amerikansk skådespelare

## Avlidna
- 524 – Chlodomer, frankisk kung av Orléans
- 1134 – Nils Svensson, kung av Danmark
- 1291 – Eleonora av Provence, Englands drottning
- 1438 – Olof Larsson, svensk kyrkoman, ärkebiskop i Uppsala stift
- 1483 – Anthony Woodville, engelsk adelsman, hovman och författare
- 1597 – Gunilla Bielke, 29, Sveriges drottning
- 1671 – Giovanni Battista Riccioli, 73, italiensk astronom
- 1676 – Carl Gustaf Wrangel, 62, svensk greve, fältmarskalk, riksråd och generalguvernör, riksamiral och riksmarsk
- 1767 – Georg Philipp Telemann, 86, tysk kompositör
- 1790 – Lovisa Augusti, svensk operasångare
- 1835 – Antoine-Jean Gros, 64, fransk målare
- 1837 – Nils Månsson i Skumparp, 61, svensk politiker, riksdagsman för bondeståndet
- 1876 – George Armstrong Custer, 36, amerikansk general
- 1894 – Marie François Sadi Carnot, 56, fransk statsman, Frankrikes president
- 1912 – Lawrence Alma-Tadema, 76, brittisk målare
- 1916 – Thomas Eakins, 71, amerikansk målare
- 1945 – Clifford Harmon, 78, amerikansk flygpionjär
- 1946 – Albert H. Roberts, 77, amerikansk demokratisk politiker, guvernör i Tennessee
- 1956 – Ernest King, 77, amerikansk amiral
- 1957 – R. Gregg Cherry, 65, amerikansk demokratisk politiker, guvernör i North Carolina
- 1961 – Miriam A. Ferguson, 86, amerikansk demokratisk politiker, guvernör i Texas
- 1964 – Gerrit Rietveld, 76, nederländsk arkitekt och möbelformgivare
- 1968 – Rolf von Nauckhoff, 59, svensk-tysk skådespelare och konstnär
- 1971 – John Boyd Orr, 1:e baron Boyd-Orr, 90, brittisk läkare, biolog och politiker, mottagare av Nobels fredspris 1949
- 1973 – Aron Gurwitsch, 72, litauisk-amerikansk filosof
- 1976 – Johnny Mercer, 66, amerikansk textförfattare
- 1984
  - Bert Sorbon, 64, svensk inspicient och skådespelare
  - Michel Foucault, 57, fransk filosof och idéhistoriker
- 1988 – Hillel Slovak, 26, israelisk-amerikansk gitarrist, medlem i gruppen Red Hot Chili Peppers
- 1995 – Ernest Walton, 91, irländsk fysiker, mottagare av Nobelpriset i fysik 1951
- 1997 – Jacques-Yves Cousteau, 87, fransk marinofficer, regissör och oceanograf
- 2005 – Kâzım Koyuncu, 33, turkisk sångare
- 2008 – Gerard Batliner, 79, liechtensteinsk politiker, Lichtensteins regeringschef
- 2009
  - Farrah Fawcett, 62, amerikansk skådespelare
  - Michael Jackson, 50, amerikansk sångare, dansare, låtskrivare, producent och skådespelare
- 2011
  - Sven "Plex" Petersson, 84, svensk sportjournalist
  - Margaret Tyzack, 79, brittisk skådespelare
- 2014 – Ana María Matute, 88, spansk författare
- 2018 – Bo Nilsson, 81, svensk kompositör och sångtextförfattare
- 2023 – John Bannister Goodenough, 100, amerikansk fysiker och materialvetare, mottagare av Nobelpriset i fysik 2019